# Estação Corrientes
A Estação Corrientes é uma das estações do Metro de Buenos Aires, situada em Buenos Aires, entre a Estação Córdoba e a Estação Once - 30 de Diciembre. Faz parte da Linha H e faz integração com a Linha B através da Estação Pueyrredón.
Foi inaugurada em 06 de dezembro de 2010. Localiza-se no cruzamento da Avenida Pueyrredón com a Avenida Corrientes. Atende o bairro de Balvanera.